# Bernd Schönemann
Bernd Schönemann (* 17. Juli 1954 in Cuxhaven) ist ein deutscher Historiker und Geschichtsdidaktiker.

## Leben
Bernd Schönemann studierte Geschichte und Germanistik an der Georg-August-Universität Göttingen. 1978 absolvierte er die Prüfung für das Lehramt an Gymnasien. In den Jahren 1980 und 1981 war er als wissenschaftlicher Mitarbeiter am Georg-Eckert-Institut für internationale Schulbuchforschung in Braunschweig mit dem Projekt „Geschichtsunterricht zwischen Wissenschaft und politischen Legitimationsbedürfnissen“ tätig. Von 1982 bis 1983 war er Studienreferendar in Schleswig-Holstein. 1983 schloss Schönemann seine Promotion mit einer Dissertation zum Thema Das braunschweigische Gymnasium in Staat und Gesellschaft ab und legte die zweite Staatsprüfung für das Lehramt an Gymnasien ab.
1984 war er als wissenschaftlicher Mitarbeiter am Georg-Eckert-Institut tätig. Zugleich war er bis 1990 Hochschulassistent und bis 1993 wissenschaftlicher Mitarbeiter am Institut für Didaktik der Geschichte der Westfälischen Wilhelms-Universität Münster. Zum Wintersemester 1992/93 wurde er als Lehrbeauftragter an der Universität Leipzig tätig. Dort erhielt er 1993 einen Ruf als Universitätsprofessor für Fachdidaktik Geschichte am Historischen Seminar. Von 2000 bis 2004 lehrte er als Professor für Neuere und Neueste Geschichte und Didaktik der Geschichte am Historischen Institut der Universität Dortmund. Ab 2004 war Schönemann Professor für Didaktik der Geschichte unter besonderer Berücksichtigung der Geschichtskultur an der Westfälischen Wilhelms-Universität Münster. Im März 2020 ging er in den Ruhestand.

## Funktionen und Gremien
Leitungsfunktionen
Schönemann war 1997/1998 Geschäftsführender Direktor des Historischen Seminars der Universität Leipzig. Zwischen 1999 und 2007 war er Vorsitzender der Konferenz für Geschichtsdidaktik (KGD). Sowohl 2001/2002 als auch 2003/2004 war er an der Universität Dortmund als Geschäftsführender Direktor des Historischen Instituts tätig. 2004/2005 war er stellvertretender Sprecher der Gutachtergruppe Geschichte der Evaluationsagentur Baden-Württemberg, die sich mit der Evaluation des Faches in Lehre und Studium an den Universitäten und Pädagogischen Hochschulen in Baden-Württemberg beschäftigt. 2005/2006 und 2007/2008 war Schönemann als Geschäftsführender Direktor des Instituts für Didaktik der Geschichte der Westfälischen Wilhelms-Universität Münster tätig. In der Periode 2008/2009 ist er Vorsitzender der Fachkommission Geschichte der Unabhängigen Kommission zur Qualitätssicherung von zentralen Prüfungen (NRW).
Gremien und Organisationen
Seit 1988 ist Schönemann Mitarbeiter in der Deutsch-polnischen Schulbuchkommission. 1989 war er Mitglied der Zentraljury des Schülerwettbewerbs Deutsche Geschichte um den Preis des Bundespräsidenten. Zwischen 1998 und 2006 betätigte er sich als Mitglied des Wissenschaftlichen Ausschusses des Georg-Eckert-Instituts für internationale Schulbuchforschung in Braunschweig. Als Schatzmeister war er zwischen 1995 und 1999 im Vorstand der Konferenz für Geschichtsdidaktik (KGD) tätig. Darüber hinaus war Schönemann von 2002 bis 2008 Mitglied des Ausschusses des Verbandes der Historiker und Historikerinnen Deutschlands (VHD).

## Schriften (Auswahl)
Monografien
- Das braunschweigische Gymnasium in Staat und Gesellschaft. Ein Beitrag zur Schulgeschichte des 19. Jahrhunderts (= Studien und Dokumentationen zur deutschen Bildungsgeschichte. Band 23). Böhlau, Köln, Wien 1983, ISBN 3-4120-0183-X.
- mit Karl-Ernst Jeismann: Geschichte amtlich. Lehrpläne und Richtlinien der Bundesländer. Analyse, Vergleich, Kritik (= Studien zur internationalen Schulbuchforschung. Band 65). Diesterweg, Frankfurt am Main 1989, ISBN 3-8830-4265-X.
- mit Michael G. Müller: Die „Polen-Debatte“ in der Frankfurter Paulskirche. Darstellung, Lernziele, Materialien (= Studien zur internationalen Schulbuchforschung. Band 82). Diesterweg, Frankfurt am Main 1995, ISBN 3-8830-4122-X.
- Zur Rezeption des Dreißigjährigen Krieges in Literatur und Schule vom Kaiserreich bis zum Nationalsozialismus (= Eichstätter Hochschulreden. Band 104). Universitätsverlag, Wolnzach 2000, ISBN 3-9807053-6-6.
- mit Holger Thünemann, Meik Zülsdorf-Kersting: Was können Abiturienten? Zugleich ein Beitrag zur Debatte über Kompetenzen und Standards im Fach Geschichte. Lit, Berlin, Münster 2010, ISBN 978-3-643-10833-3.
- mit Holger Thünemann: Schulbucharbeit. Das Geschichtslehrbuch in der Unterrichtspraxis. Wochenschau, Schwalbach/Ts. 2010, ISBN 978-3-89974-592-4 (Rezension von Markus Bernhardt, in: H-Soz-u-Kult, 10. Januar 2012).

Herausgeberschaften
- mit Uwe Uffelmann, Hartmut Voit: Geschichtsbewußtsein und Methoden historischen Lernens (= Schriften zur Geschichtsdidaktik. Band 8). Beltz, Weinheim 1998, ISBN 3-8927-1836-9.
- mit Bernd Mütter, Uwe Uffelmann: Geschichtskultur. Theorie – Empirie – Pragmatik (= Schriften zur Geschichtsdidaktik. Band 11). Deutscher Studien Verlag, Weinheim 2000, ISBN 3-8927-1918-7.
- mit Marko Demantowsky: Neue geschichtsdidaktische Positionen (= Dortmunder Arbeiten zur Schulgeschichte und zur historischen Didaktik. Band 32). Projekt, Bochum 2002, ISBN 978-3-89733-080-1.
- mit Saskia Handro: Methoden geschichtsdidaktischer Forschung (= Zeitgeschichte – Zeitverständnis. Band 10). Lit, Münster 2002, ISBN 3-8258-6133-3.
- mit Marko Demantowsky: Zeitgeschichte und Geschichtsdidaktik. Schnittmengen – Problemhorizonte – Lernpotentiale. Projekt, 2004, ISBN 3-89733-107-1.
- mit Ulrich Mayer. Hans-Jürgen Pandel, Gerhard Schneider: Wörterbuch Geschichtsdidaktik. Wochenschau, Schwalbach/Ts. 2006, ISBN 3-8997-4257-5.